# Grisolles (Aisne)
Grisolles es una comuna francesa situada en el departamento de Aisne, de la región de Alta Francia.

## Geografía
Está ubicada a 10 km al norte de Château-Thierry.

## Demografía
| 150 | 137 | 125 | 116 | 152 | 159 | 193 | 236 |
| Para los censos de 1962 a 1999 la población legal corresponde a la población sin duplicidades (Fuente: INSEE [Consultar]) |     |     |     |     |     |     |     |